# (21985) Šejna
(21985) Šejna, désignation internationale (21985) Sejna, est un astéroïde de la ceinture principale.

## Description
(21985) Sejna est un astéroïde de la ceinture principale. Il fut découvert le 2 décembre 1999 à l'Observatoire d'Ondřejov par Lenka Šarounová. Il présente une orbite caractérisée par un demi-grand axe de 3,11 UA, une excentricité de 0,11 et une inclinaison de 0,7° par rapport à l'écliptique.

## Compléments